# Estanh
Estanh (Estanh en occità, Estaing en Francès) és un municipi del departament francès de l'Avairon, a la regió d'Occitània. És el lloc d'origen de la família dels comtes d'Estanh, un dels descedents dels quals és Valery Giscard d'Estaing. Aquest municipi pertany a l'associació Els pobles més bonics de França.